# Klaus Obenauer
Klaus Obenauer (* 1966) ist ein deutscher katholischer Theologe.

## Leben und Wirken
Er studierte in Mainz und Freiburg im Breisgau und wurde 1995 bei Gisbert Greshake promoviert. 2005 erfolgte die Habilitation an der Universität Bonn bei Karl-Heinz Menke.
2008 und 2009 nahm er an der katholisch-Theologischen Fakultät der Universität Bonn eine Lehrstuhlvertretung wahr und hielt als Privatdozent Vorlesungen zur Sakramententheologie und zur apostolischen Sukzession.

## Schriften (Auswahl)
- Summa actualitas. Zum Verhältnis von Einheit und Verschiedenheit in der Dreieinigkeitslehre des heiligen Bonaventura (= Europäische Hochschulschriften. Reihe 23 Theologie. Band 556). Lang, Frankfurt am Main/Berlin/Bern/New York/Paris/Wien 1996, ISBN 3-631-49031-3 (zugleich Dissertation, Freiburg im Breisgau 1995).
- Electio e sinu trinitatis. Bonaventuras Prädestinationslehre nebst einem Reflexionsbeitrag. Kovač, Hamburg 1996, ISBN 3-86064-431-9.
- Thomistische Metaphysik und Trinitätstheologie. Sein – Geist – Gott – Dreifaltigkeit – Schöpfung – Gnade (= Philosophie. Band 37). Lit, Münster 2000, ISBN 3-631-49031-3 (zugleich Dissertation, Freiburg im Breisgau 1995).
- Rückgang auf die Evidenz. Eine Reflexion zur Grundlegung und Bedeutung einer thomistisch orientierten Metaphysik im Kontext der systematisch-theologischen Letztbegründungsdebatte (= Bonner dogmatische Studien. Band 40). Echter, Würzburg 2006, ISBN 3-429-02799-3 (zugleich Habilitationsschrift, Bonn 2006).
- mit Walter Senner: Thomas von Aquin: Quaestio disputata „De unione verbi incarnati“ („Über die Union des fleischgewordenen Wortes“). Frommann-Holzboog, Stuttgart-Bad Cannstatt 2011, ISBN 978-3-7728-2563-7.
- Die einzig wahre Religion. Eine akademische Auseinandersetzung mit Bilal Philips „Die wahre Religion Gottes“. Dominus-Verlag, Augsburg 2011, ISBN 978-3-940879-19-6.
- Hypostatische Union und Subjekt. Nova et Vetera, Bonn 2012, ISBN 978-3-936741-69-8.
- Thomistische Christologie. Von der Hochscholastik bis zu Karl Rahner. Streifzüge aus der Perspektive des Systematikers. Nova et Vetera, Bonn 2013, ISBN 978-3-936741-99-5.
- als Übersetzer: Lexikon der philosophischen Begriffe. Kommentar zu Aristoteles’ Metaphysik, 5. Buch Deutsch-Lateinisch (= Lectiones Thomisticae. Band 5). editiones scholasticae, Neunkirchen-Seelscheid 2016, ISBN 3-86838-576-2.
- als Übersetzer: Materie und Form, Aktualität und Potenzialität. Kommentar zu Aristoteles’ Metaphysik, 8. und 9. Buch Deutsch-Lateinisch (= Lectiones Thomisticae. Band 7). editiones scholasticae, Neunkirchen-Seelscheid 2017, ISBN 3-86838-579-7.
- als Übersetzer: Materielle Substanz – immaterielle Substanz – Gott. Kommentar zu Aristoteles’ Metaphysik, 12. Buch Deutsch-Lateinisch (= Lectiones Thomisticae. Band 10). editiones scholasticae, Neunkirchen-Seelscheid 2017, ISBN 3-86838-582-7.